# I (EP de Meshuggah)
Pour les articles homonymes, voir I.
Albums de Meshuggah
Nothing
(2002) Catch Thirtythree
(2005)
I (littéralement Je) est le cinquième EP du groupe de metal extrême suédois Meshuggah sorti le 13 juillet 2004,.
La version originale de l'EP, sortie sur le label Fractured Transmitter de Jason Popson, est constituée d'un seul morceau de 21 minutes. De par sa conception particulière, le groupe avoue qu'il est incapable de le rejouer en live. Une version remastérisée de l'EP avec trois morceaux bonus est sortie le 30 septembre 2014 sur le label Nuclear Blast,,.

## Genèse

### Contexte
Meshuggah est fondé en 1987 à Umeå en Suède. Le groupe attire l'attention internationale en 1995 avec la sortie de son deuxième album, Destroy Erase Improve. La groupe est à l'époque novateur, fusionnant les tempos rapides du death metal, du thrash metal et du metal progressif avec des éléments de jazz fusion. Avant de sortir ce cinquième EP, Meshuggah a déjà tourné avec Slayer, Tool et Machine Head, que ce soit en Europe ou aux États-Unis, et jouit déjà d'une certaine notoriété.
En 2003, lors d'une interview au magazine Blabbermouth.net, Hagström donne une idée de la direction musicale que l'album allait suivre en déclarant: « On a jamais évalué notre succès en termes de vente, notamment parce que nous sommes un groupe de musique assez extrême. On préfère que les gens comprennent d'où l'on vient. Je préfère voir un fan venir vers moi pour me dire qu'on a complètement changé sa vision de la musique metal plutôt que d'avoir 200 gosses qui achètent un de nos disques. Enfin, je veux dire, ça serait bien pour nos revenus, mais on ne fait pas de la musique pour cela. C'est pourquoi j'aimerai voir le groupe progresser encore et encore. Garder les éléments fondamentaux de ce qui fait Meshuggah en continuant toujours à innover, en quelque sorte. Destroy Erase Improve, c'était plus un test des dynamiques du groupe, Chaosphere une découverte de son agressivité, là où tout est balancé à l'auditeur, et Nothing une expérience sinistre, sombre et plutôt lente à vrai dire. Donc franchement, je sais pas vers quoi nous nous dirigeons. Peut-être un mélange de tous ces éléments ».

### Écriture et enregistrement
Meshuggah passe environ six mois en studio à enregistrer l'EP. De par sa conception particulière, le groupe avoue qu'il est incapable de le rejouer en live,. Tomas Haake en dit: « Le morceau tout entier a été écrit et enregistré de manière totalement improvisée. Fredrik et moi on jammait juste et dès qu'on trouvait quelque chose qui semblait cool, il allait dans la salle de contrôle. Je m'occupais juste de l'enregistrement des parties de batterie et je n'avais pas de structure fixe, je m'en éloignais par moments mais tout en restant dans la même ambiance. Ensuite, il fallait tout mettre en forme et reprendre mesure par mesure pour y ajouter les guitares, parce que tout était improvisé ». Cela pouvait donner quelque chose du genre « 2.1.2.2.3.1.pause.4.1 », soit parfaitement incompréhensible pour une personne extérieure au projet.

## Sortie
L'EP sort le 13 juillet 2004 sur le label Fractured Transmitter de Jason Popson. Haake précise « c'était une exception que Nuclear Blast (ndlr: leur label principal) nous avait accordé. Notre projet était juste d'écrire un morceau pépite vite fait histoire d'aider notre ami Jason à lancer son label. Enfin, c'était pas vite fait puisque finalement on aura passé plusieurs mois sur ce truc à longueur qu'il évoluait et qu'il devenait son propre projet ».
Une version remasterisée de l'album sort le 30 septembre 2014 sur le label Nuclear Blast. Le morceau I a été remastérisé et deux morceaux live, enregistrés durant la tournée mondiale The Ophidian Trek de 2012-2013, plus un morceau jamais apparu sur un album studio du groupe, enregistré en juillet 2003 au studio Fear & Loathing de Meshuggah à Spånga dans la banlieue de Stockholm en Suède, y ont été rajoutés. Haake commente « I, ce morceau de 21 minutes de folie est quelque chose dont nous avons toujours été extrêmement fiers! Nous sommes surexcités à l'idée de le voir réédité sous la bannière Nuclear Blast! L'accès à ce petit démon de morceau n'a jamais été à la hauteur de nos espérances, du coup nous sommes ravis de le voir revenir à la vie! Pour rajouter de la valeur à cette réédition, nous avons ajouté quelques morceaux live et un autre petit morceau bizarre, Pitch Black, que certains de nos fans ont peut-être déjà entendu mais probablement pas tous car il a seulement été rendu disponible au public à un nombre limité d'exemplaires »,.

## Liste des titres
Toutes les paroles sont écrites par Mårten Hagström, toute la musique est composée par Tomas Haake et Fredrik Thordendal.
| 1. | I | 21:00 |

| Version remastérisée de 2014 | Version remastérisée de 2014          | Version remastérisée de 2014 | Version remastérisée de 2014 | Version remastérisée de 2014 | Version remastérisée de 2014 | Version remastérisée de 2014 | Version remastérisée de 2014 | Version remastérisée de 2014 | Version remastérisée de 2014 |
| No                           | Titre                                 | Durée                        |                              |                              |                              |                              |                              |                              |                              |
| ---------------------------- | ------------------------------------- | ---------------------------- | ---------------------------- | ---------------------------- | ---------------------------- | ---------------------------- | ---------------------------- | ---------------------------- | ---------------------------- |
| 1.                           | I                                     | 21:00                        |                              |                              |                              |                              |                              |                              |                              |
| 2.                           | Bleed (live)                          | 7:33                         |                              |                              |                              |                              |                              |                              |                              |
| 3.                           | Dancers to a Discordant System (live) | 9:48                         |                              |                              |                              |                              |                              |                              |                              |
| 4.                           | Pitch Black                           | 5:57                         |                              |                              |                              |                              |                              |                              |                              |
| 44:18                        |                                       |                              |                              |                              |                              |                              |                              |                              |                              |

## Réception

### Critiques
L'EP a été accueilli très positivement par la majorité des critiques. Sur le site Rate Your Music, il est même classé « meilleur EP de l'année 2002 » et 59e du classement des « meilleurs EPs de tous les temps ».
D'après Adrien Begrand de PopMatters, le morceau combine chaque élément des trois derniers albums du groupe, que ce soit la précision mathématique de Destroy Erase Improve, la vitesse de Chaosphere ou la lenteur de Nothing. Au point qu'il dise même: « Pour être franc, I est peut-être la meilleure œuvre que le groupe ait jamais sorti ». Il trouve aussi que le groupe n'a jamais été aussi bon en termes de paroles que sur I. Il termine sa critique par: « Monstrueux, prodigieux, apocalyptique, I est la quintessence de Meshuggah, et un metal du XXIe siècle absolument essentiel ».
Deviant du magazine Sputnikmusic annonce déjà la couleur en titrant sa critique « Meshuggah Inc. montre ici encore des avancements dans le domaine de la robotique à vous en couper le souffle ». Il qualifie le début du morceau d'« incarnation musicale de la torture ». Il ajoute « Le groupe nous propose ici 21 minutes explosives de structures polyrythmiques, de signatures rythmiques complexes et de changements rapides de tempo ». Il qualifie la pièce d'« épitomé du voyage musical » et de « furie implacable qui vous attire encore et encore, uniquement pour mieux vous détruire. Et vous ne voudriez pas qu'il en soit autrement ».

### Classement hebdomadaire
| Classement                | Meilleure position |
| ------------------------- | ------------------ |
| Suède (Sverigetopplistan) | 33                 |

## Crédits

### Composition du groupe
- Jens Kidman – Chant.
- Fredrik Thordendal - Guitare solo, basse et mixage audio[4].
- Tomas Haake - Batterie et artwork[1],[4].
- Mårten Hagström – Guitare rythmique.

### Membres additionnels
- Peter In de Betou - Mastering sur la version originale[4],[6].
- Thomas Eberger - Mastering sur la réédition de 2014[3].
- Daniel Bergstrand - Mixage audio des morceaux bonus[3].